# Antoni Francesc de Berenguer i de Novell
Antoni Francesc Berenguer i de Novell (?, segle xvii - ?, segle xviii) fou un militar català, nomenat diputat militar de la Generalitat de Catalunya el mes de juliol de 1713.

## Expedició del diputat militar
Amb el Principat de Catalunya ocupat per les tropes borbòniques de Felip V, conduí conjuntament amb el General Nebot una expedició per connectar els nuclis de resistència austriacista que restaven al país, enmig d'una intensa repressió per part de les tropes castellanes i franceses. Mitjançant barques, aconseguiren trencar el setge naval de Barcelona el 9 d'agost de 1713 i desembarcaren a les platges del Maresme amb el general de cavalleria Rafael Nebot, entre d'altres, amb uns quatre-cents cavalls i dos o tres-cents miquelets. El 16 d'agost la força catalana va arribar a Massanes on s'incorporaren els regiments de fusellers no dissolts d'Ermengol Amill i Manuel Moliner i Rau, però els borbònics van concentrar tropes a prop d'Hostalric, que foren derrotades a la batalla de Massanes. Berenguer es dirigí a Vic, on va comprar sis-cents cavalls als regiments alemanys que marxaven, per fomentar la revolta, i Nebot al Maresme, lluitant contra els francesos el 20 d'agost a Vilassar i Teià provocant nombroses baixes als francesos i posteriorment, amb la immediatesa de la presa de Vic per part de Feliciano de Bracamonte, que Berenguer hagué d'abandonar juntament amb els cavalls adquirits, sent finalment presa el 30 d'agost, Nebot atacà Manresa.
L'expedició continuà per la Garrotxa, l'Alt Urgell i el Pallars, i en una insòlita decisió, Berenguer abandonà als quatre mil homes que l'havien seguit per reforçar Barcelona a les platges d'Arenys.
Fou jutjat per les autoritats austriacistes i detingut sota l'acusació de no comportar-se amb la responsabilitat que exigia el seu càrrec.